# 国境以南 太阳以西
《国境之南 太阳之西》是日本作家村上春树的一本小说。

## 情节介绍
这篇小说和村上以前的小说基调基本相同，叙事方式也采用第一人称口吻，主人翁是中年男子。这部小说主要讲述了男主人公如何和自己的初恋情人再次相遇，以及又如何离奇分别的故事。
阿始是個獨生子，在小學的時候與同為獨生子的跛腳女孩島本成為知心好友，因為對愛情還懵懵懂懂而沒有發展成戀人。升學後，兩人分隔兩地，阿始因為尷尬而不敢繼續與島本聯繫。中學到高中時，阿始有個女友泉，泉對他很專情，但還不願意與他發展性關係。阿始其實也沒有非與她性交不可的感覺。後來阿始偶遇泉的表姐，兩人馬上對上了眼，發展成激烈且持續的砲友關係。阿始沈浸其中，泉知情後徹底與他決裂，從此不再往來。
勉強大學畢業後，阿始從事著無聊的出版工作，某次在街上遇見了疑似島本的身影，但因為不敢上前詢問，最後還是沒能確認身分。後來他與有紀子結婚並育有兩女，有紀子的父親是很能幹的生意人，在岳父的幫助下，阿始開啟了構想已久的高檔酒吧，生意相當好。婚姻事業兩得意之時的某個雨天，島本來酒吧見阿始，稱是在雜誌上看到阿始的採訪。阿始感覺島本還是以前的樣子，島本不願透露這些年來她的經過，但兩人相談甚歡，之後島本一段時間就會來酒吧。
此後，島本漸漸佔據了阿始的心神。一次，在島本的請求下，阿始欺騙有紀子，與島本到石川縣的河川，撒下島本早夭孩子的骨灰。回程時，島本急病發作，阿始用嘴餵水給她，兩人之間的距離突然拉近。最後若非回程飛機如預期出發，阿始恐怕會拋家棄子與島本私奔。島本神隱一段時間後，阿始想她想瘋了。當她再次出現時，她表示，阿始要麼接受她的全部，要麼全部接受，沒有中間婉轉的餘地。阿始答應全盤接受，兩人便到了別墅去過夜。夜晚兩人激情做愛，島本原本要在第二天向阿始說出一切，第二天一早卻人間蒸發。
阿始感到悵然，回到家之後面對有紀子的質問。有紀子早看出阿始愛上另一個女人，但她不怪阿始，只問他有沒有要離婚。阿始感覺到心中的「幻想」部分已然死去，現在的他可以接受現實，最後選擇繼續經營這個家庭。

## 人物介绍
「我」（阿始）
書中主角，以第一人稱手法講述自己由小至大的生活歷程。書中的感情生活抽述均是圍繞著他。於大學畢業後曾當過出版社社員，其後受岳父支持開始經營酒吧。
「島本」
主角在小時候遇上的女孩，為獨生女而腳有點跛。在中學後與主角甚少再聯繫，但於主角經營酒吧時再次重遇。稱呼主角做「阿始」。
「泉」
主角於中學時代所交的女朋友（不是獨生女），一直不願與主角性交（主角有為此買避孕套）。曾為主角口交。經歷了主角的背叛後，變得心如死灰，過著一點也不幸福的生活。
「有紀子」
主角某次散步避雨時所遇的女孩，約會三個月後就結婚，與主角育有兩女。
「泉的表姐」
主角曾與其發生激烈的性關係，這件事亦成為泉與主角分手的原因，於三十六歲時逝世。
「有紀子的父親」
建設社社長，教主角經營及做事的方法，並給予資本主角經營酒吧。